# Hans Fredrik Grøvan

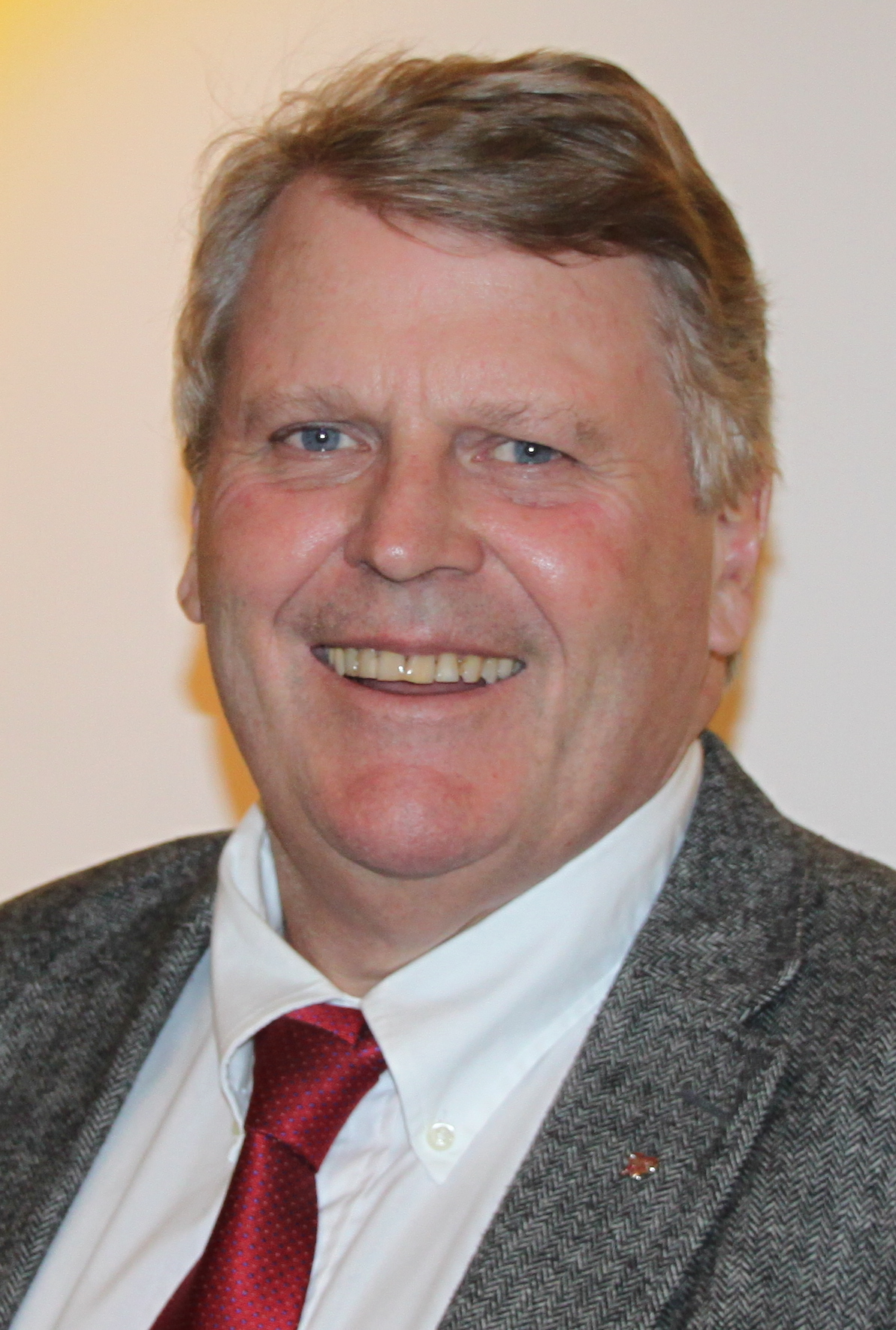
Hans Fredrik Grøvan.

Hans Fredrik Grøvan (* 1. November 1953 in Kristiansand) ist ein norwegischer Politiker der Kristelig Folkeparti (KrF). Von 2013 bis 2021 war er Abgeordneter im Storting.

## Leben und Karriere
Grøvan erwarb den cand.polit. mit Pädagogik als Hauptfach und arbeitete danach als Grundschullehrer, Schulleiter und Tutor. Er war von 1983 bis 1984 Lektor an der Hochschule Finnmark und von 1984 bis 1989 akademischer Rektor an der NLA Høgskolen in Bergen. Zudem war er Vorstandsmitglied der Bibel- und Internationalschule Fjellhaug, der NLA Høgskolen, NLA Mediehøgskolen Gimlekollen sowie der Hochschule Agder.
Grøvan war von 1979 bis 1983 Gemeinderat in Lenvik und von 1995 bis 2007 Bürgermeister von Lyngdal. Er war auch von 2000 bis 2006 stellvertretender Vorstandsvorsitzende der Kristelig Folkeparti (KrF) und von 2011 bis 2013 Bezirksleiter der KrF Vest-Agden.
Grøvan war von 2011 bis 2005 und von 2009 bis 2013 Vararepresentant aus Vest-Agder im Storting. Bei der Parlamentswahl 2013 wurde er zum Abgeordneten aus Vest-Agder gewählt. Am 1. Dezember 2016 wurde er zum Spitzenkandidat der KrF Vest-Agder für die Parlamentswahl 2017 ernannt,  bei der er erneut gewählt wurde. Seit Januar 2019 ist er Vorsitzender der KrF-Faktion im Storting. Er saß von 2013 bis 2017 im Ausschuss für Verkehr und Kommunikation, von 2013 bis 2019 im Kontrollen- und Verfassungsausschuss, und ist seit 2017 Mitglied des Ausschusses für Bildung und Forschung. 2014 spielte er eine wesentliche Rolle in die Überarbeitung des Grundgesetzes.
Zudem war Grøvan von 2002 bis 2005 Vorstandsvorsitzender von Agder Energi und von 2007 bis 2010 Projektsleiter beim Senter for livsmestring. Von 2011 bis 2015 war er auch Vorstandsvorsitzender des Beit Skandinavia, einem in Haifa ansässigen Verein, der israelisch-norwegische Beziehungen fördert. Von 2013 bis 2017 war Grøvan stellvertretendes Mitglied der Parlamentarischen Versammlung der Europarates.
Im März 2020 kündigte Grøvan an, nicht erneut für einen Sitz im Storting kandidieren zu wollen. In der Folge schied er im Herbst 2021 aus dem Parlament aus.